# Erekruis van de Bundeswehr voor Dapperheid
Het Erekruis van de Bundeswehr voor Dapperheid, (Duits: "Ehrenkreuz der Bundeswehr für Tapferkeit"), werd op  13 augustus 2008 ingesteld. De Bondsrepubliek Duitsland was al sinds enige tijd betrokken in internationale vredesmachten en er was geen onderscheiding voor dapperheid voorzien behalve het Erekruis van de Bundeswehr in Goud met Rode Rand dat ook voor dapperheid die de normale plicht van een soldaat niet te boven gaat wordt toegekend.
Na felle discussies over het wederom instellen van een IJzeren Kruis werd gekozen voor een zevende graad van het Ereteken van de Bundeswehr dat al een medaille en vijf kruisen omvatte.
Op 10 oktober 2008 heeft Bondspresident Horst Köhler de op 13 augustus 2008 door de federale Minister van Defensie Franz Josef Jung ingestelde speciale Zesde Klasse van het Ereteken van de Bundeswehr, het "Erekruis van de Bundeswehr voor Dapperheid", in een Presidentieel Decreet goedgekeurd. Dit gouden kruis kan worden toegekend voor daden die ver boven de verwachte moed bij het uitoefenen van de plicht uitreiken", (Duits: die für Taten verliehen wird die „weit über das erwartete Maß an Tapferkeit im Rahmen der Pflichterfüllung hinausgehen"). De eisen zijn streng; er is geen recht van reclame maar de voordracht moet door een leidinggevende worden gedaan, een inspecteur van de Bundeswehr moet de voordracht goedkeuren. Men stelt ook ethische eisen aan de militairen, het Decreet spreekt van "Het bewust de angst opzij zetten en door moedig gedrag bij bijzonder gevaar voor lijf en leden met standvastigheid en geduld op ethische wijze vervullen van een militaire opdracht", (Duits: "bewusst angstüberwindendes, mutiges Verhalten bei außergewöhnlicher Gefährdung von Leib und Leben mit Standfestigkeit und Geduld zur ethisch fundierten Erfüllung des militärischen Auftrags"). Deze eisen gaan verder dan die in Nederland aan een Willemsorde worden gesteld. Voor de vroegere Oostenrijkse Orde van Maria Theresia, het voorbeeld voor de moderne dapperheidsonderscheidingen, werd juist het eigen initiatief beloond, hier ligt de nadruk op de opdracht die werd uitgevoerd.
Op het lint wordt een gouden eregesp, eerder naar Oost-Duits model dan volgens de traditie van de Bondsrepubliek, met dubbele eikenbladeren vastgemaakt.
In een felle openbare discussie had de Duitse bevolking over de wenselijkheid van het wederom instellen van een IJzeren Kruis gedebatteerd. Uiteindelijk koos de regering voor dit gouden kruis dat aansloot bij de traditie van het tussen 1866 en 1918 verleende Pruisische "Goldenes Militär-Verdienst-Kreuz". Dit kruis werd indertijd als "Pour le Mérite" voor onderofficieren aan onderofficieren verleend. In het moderne Duitsland besloot men een dergelijk verschil in stand tussen officieren, onderofficieren en manschappen niet te maken. 
Het Gouden Kruis werd op 6 juli 2009 voor de eerste keer aan vier soldaten uitgereikt.
- Sergeant-majoor Jan Berger
- Sergeant Alexander Dietz
- Sergeant Henry Lukacs
- Sergeant-majoor Mark Geest

Sindsdien werd de onderscheiding nog negenmaal, waarvan tweemaal postuum, verleend. 
Aan de verlening is geen minimaal vervulde diensttijd en geen dienstgraad verbonden. De onderscheiding werd aan de eerste gedecoreerden uitgereikt vanwege hun inzet in Afghanistan.